# 莫蒂普尔
莫蒂普尔（Motipur），是印度比哈尔邦Muzaffarpur县的一个城镇。总人口21933（2001年）。

## 人口
该地2001年总人口21933人，其中男性11722人，女性10211人；0—6岁人口4075人，其中男2117人，女1958人；识字率43.30%，其中男性为52.11%，女性为33.18%。